# William Earl Buchan
William Earl Buchan, né le 9 mai 1935 à Seattle, est un skipper américain.

## Carrière
William Earl Buchan participe aux Jeux olympiques de 1984 à Los Angeles et remporte la médaille d'or dans l'épreuve du Star.